# Congress Center Hamburg

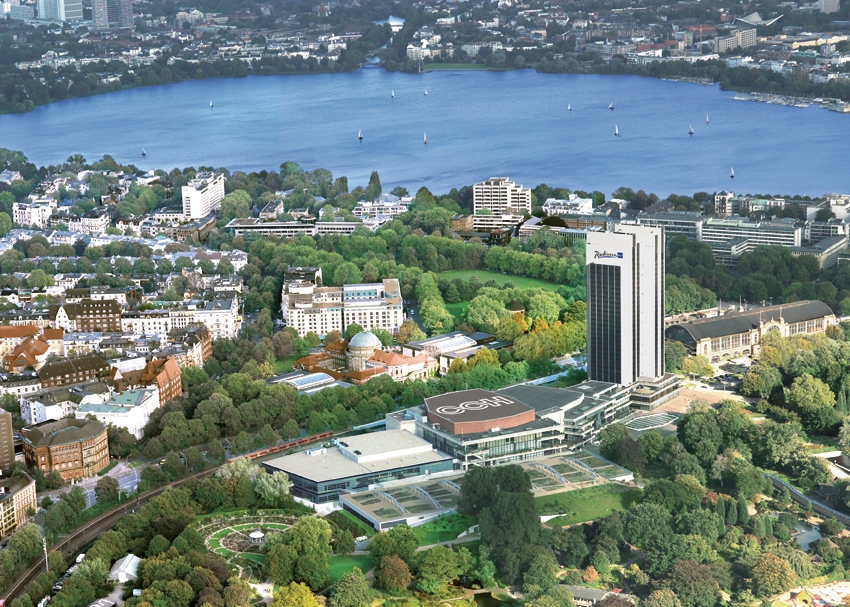
Congress Center Hamburg z lotu ptaka

Congress Center Hamburg (skrót: CCH) – centrum kongresowe w Hamburgu, w Niemczech, znajdujące się tuż obok parku Planten un Blomen, w pobliżu dworca Hamburg Dammtor. Otwarte w dniu 14 kwietnia 1973 było pierwszym tego typu obiektem w Niemczech.